# America's Cup 1995
L'America's Cup 1995 è stata la 29ª edizione della competizione.

## La competizione
L'edizione del 1995 si è svolta per la terza e ultima volta a San Diego. Per scegliere il defender della coppa si è tenuta dal 12 gennaio al 22 aprile 1995 la 1995 Citizen Cup tra 4 team americani: America³ di Bill Koch con USA 23 America³ e USA 43 Mighty Mary, Stars and Stripes di Dennis Conner con USA 34 Stars and Stripes e PACT 95 USA 36 Young America. Vinse a fatica Stars and Stripes di Dennis Conner contro l'equipaggio tutto femminile di Mighty Mary. Lo stesso Conner decise però di scegliere l'imbarcazione di Young America per la difesa della coppa. Per lo skipper californiano però non ci fu niente da fare contro gli agguerritissimi neozelandesi di Team New Zealand timonati da Russell Coutts: così l'America's Cup andò per la prima volta in Nuova Zelanda dove rimase fino al 2003.

## Gli sfidanti
Ci furono 7 sfidanti per questa edizione.
L'Australia con due team: Sydney Australian Challenge con AUS 29 Sydney 95, e One Australia con AUS 31 e AUS 35 (unica imbarcazione di ACC ad essere affondata) entrambe chiamate One Australia.
Il Giappone con Nippon Challenge con JPN 30 e JPN 41 entrambe chiamate Nippon Challenge.
La Nuova Zelanda con due team: Team New Zealand con NZL 32 Black Magic e NZL 38 Black Magic II, e Tutukaka Challenge con NZL 39 TAG Heuer.
La Francia con Le Défi Français con FRA 33 France 2 e FRA 37 France 3.
La Spagna con Copa America Desafío con ESP 42 Rioja de España.
Venne anche costruita un'imbarcazione francese con numero velico FRA 40 del Challenge France che però non venne mai terminata (poi acquistato da Team New Zealand).

## Curiosità
Per la prima volta nella storia della America's Cup Class, affondò un'imbarcazione: AUS 35 One Australia, durante il Round Robin 4 del 7 marzo 1995.

## Louis Vuitton Cup
La Louis Vuitton Cup si è svolta tra febbraio e aprile 1995, con la vittoria per 4-1 di Team New Zealand sugli australiani di One Australia.

## XXIX America's Cup
Nella finale svoltasi fra il 6 maggio e il 13 maggio 1995, il vincitore della Louis Vuitton Cup Team New Zealand batté per 5-0 il defender Young America.
| Date           | Vincitore   | Sconfitto     | Distacco | Punteggio |
| -------------- | ----------- | ------------- | -------- | --------- |
| 6 maggio 1995  | Black Magic | Young America | 2:45     | 1-0       |
| 8 maggio 1995  | Black Magic | Young America | 4:14     | 2-0       |
| 9 maggio 1995  | Black Magic | Young America | 1:51     | 3-0       |
| 11 maggio 1995 | Black Magic | Young America | 3:37     | 4-0       |
| 13 maggio 1995 | Black Magic | Young America | 1:50     | 5-0       |